# Покровская, Ирина Митрофановна
Ири́на Митрофа́новна Покро́вская (1 июля 1902, Орёл, — 3 мая 1970, Ленинград), советский палеонтолог, доктор геолого-минералогических наук (1947), профессор, одна из основателей советской школы палинологов.

## Биография
Родилась 18 июня (1 июля) 1902 года в городе Орёл, в семье юриста.
После окончания школы 2 ступени работала делопроизводителем и машинисткой в Орловском окружном военкомате и райкоме профсоюза металлистов (1919—1922), затем (1922—1923) препаратором в Зоологической лаборатории и одновременно библиотекарем на рабфаке.
В 1923—1929 годах училась на геологическом факультете Ленинградского государственного университета по специальности геолог-четвертичник, микропалеоботаник.
В 1928—1930 годах работала на кафедре болотоведения Лесотехнической академии, в 1930—1931 — в Почвенном институте (Кзыл-Орда).
С сентября 1931 по апрель 1935 — в Ленинградском геологическом управлении, с мая 1935 по январь 1939 — в Центральном научно-исследовательском геологоразведочном институте (ЦНИГРИ, переименованном затем во Всесоюзный геологический институт — ВСЕГЕИ), затем снова в Геологическом управлении — до мая 1941 года.
Одновременно с января 1939 года в ЛГУ руководила пыльцевой группой Лаборатории четвертичных отложений.
В 1941—1944 в эвакуации, с апреля 1942 года руководила спорово-пыльцевой лабораторией в Уральском геологическом управлении (там её сотрудницами и ученицами были И. А. Аграновская (1912—1998), А. Д. Бочарникова (1914—1996) и З. И. Мартынова).
С 1944 года — снова во ВСЕГЕИ, руководила созданной ею палинологической лабораторией.
Председатель палеоботанической секции Русского палеонтологического общества (1957).
Доктор геолого-минералогических наук (1947, тема диссертации «Метод спорово-пыльцевого анализа и результаты его применения к изучению истории растительности Урала в течение мезозоя и кайнозоя»). Профессор.
Умерла в Ленинграде 3 мая 1970 года после тяжёлой болезни.

## Награды и премии
- 1951 — Сталинская премия.

## Сочинения
- Палеопалинология, т. 1—3, Л., 1966 (соавтор).